# Empire Stores
Empire Stores est un ancien complexe d'entrepôts situé le long du front de mer de Brooklyn Bridge Park, dans le quartier de Dumbo, à Brooklyn, New York. Il abrite une halle alimentaire et un marché exploités par Time Out New York, qui ont ouvert leurs portes en 2019 ainsi qu'une galerie d'art appelée Gallery 55.

## Description et historique

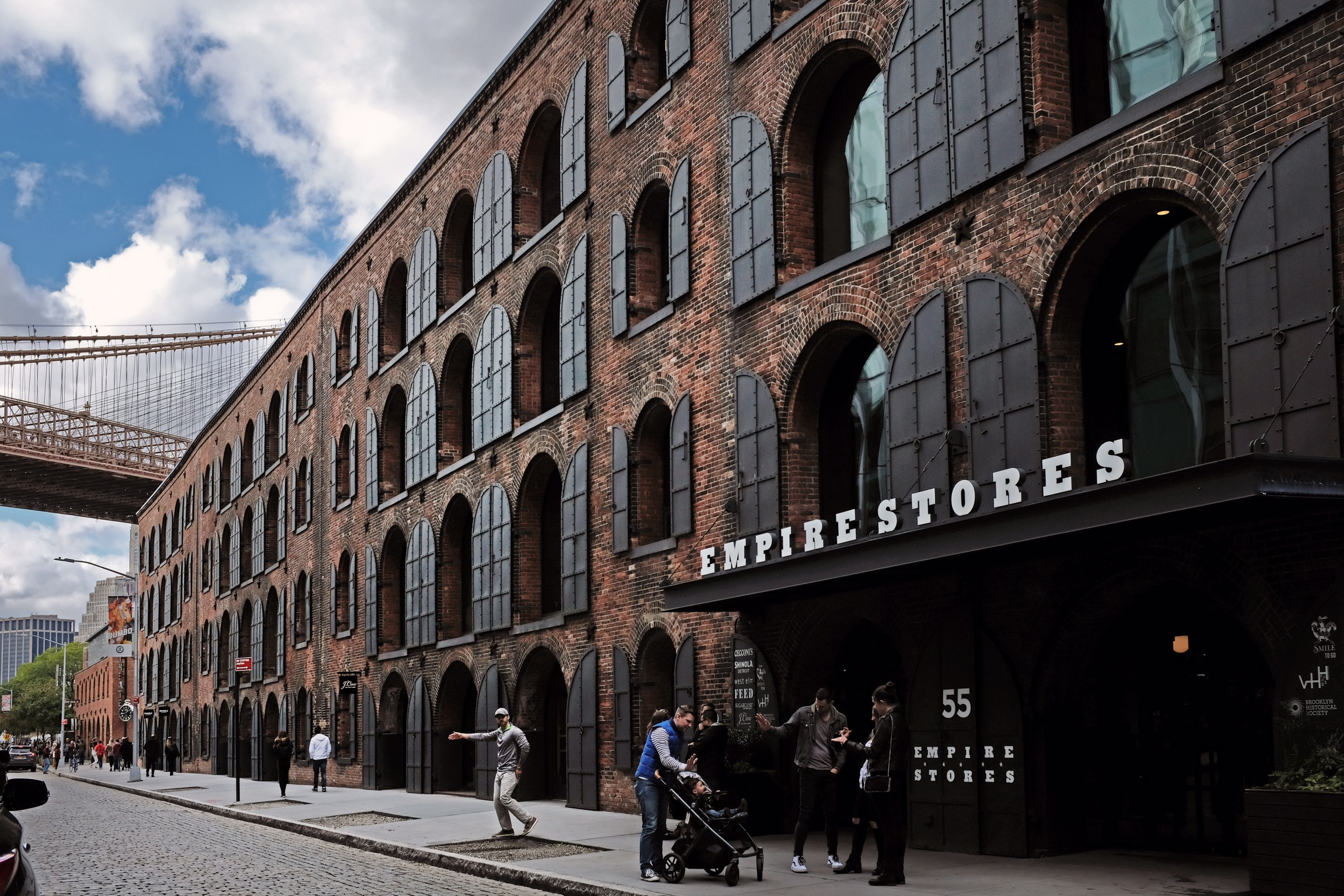
Water Street en 2019

Empire Stores comprend sept bâtiments totalisant 30 600 mètres carrés d'espace. Le bâtiment a été achevé en 1869 et des ajouts ont été effectués en 1885. Il a abrité pendant près d'un siècle de nombreux commerces, servant d'entrepôt de marchandises (grains de café, sucre, mélasse), avant d'être abandonné dans les années 1960.
En 2013, le promoteur Midtown Equities de Brooklyn a été sélectionné pour réaménager les entrepôts abandonnés d'Empire Stores en un mélange d'espaces commerciaux et de bureaux,,. Le plan contenait des espaces commerciaux et des bureaux, des restaurants et espaces événementiels, ainsi qu'un passage central, une cour et un toit accessibles au public. De nombreuses caractéristiques originales ont été conservées, telles que les murs en schiste, les roues de levage en fer et les goulottes à café. Le rez-de-chaussée a été abaissé de plusieurs centimètres pour s'intégrer plus harmonieusement au reste du parc, mais comme les bâtiments sont situés directement au bord de l'eau, cela les rend vulnérables aux inondations lors d'une onde de tempête. En conséquence, des barrières anti-inondation déployables ont été achetées pour Empire Stores, et le complexe comprend des transformateurs au septième étage et un générateur de secours.
La Brooklyn Historical Society (BHS) a été sélectionnée pour exploiter un musée de 300 m² pour célébrer l'histoire industrielle de Brooklyn'. Parmi les autres futurs locataires figuraient le restaurant Vinegar Hill House, l'horloger Shinola, un biergarten en plein air sur le toit et plusieurs autres restaurants.

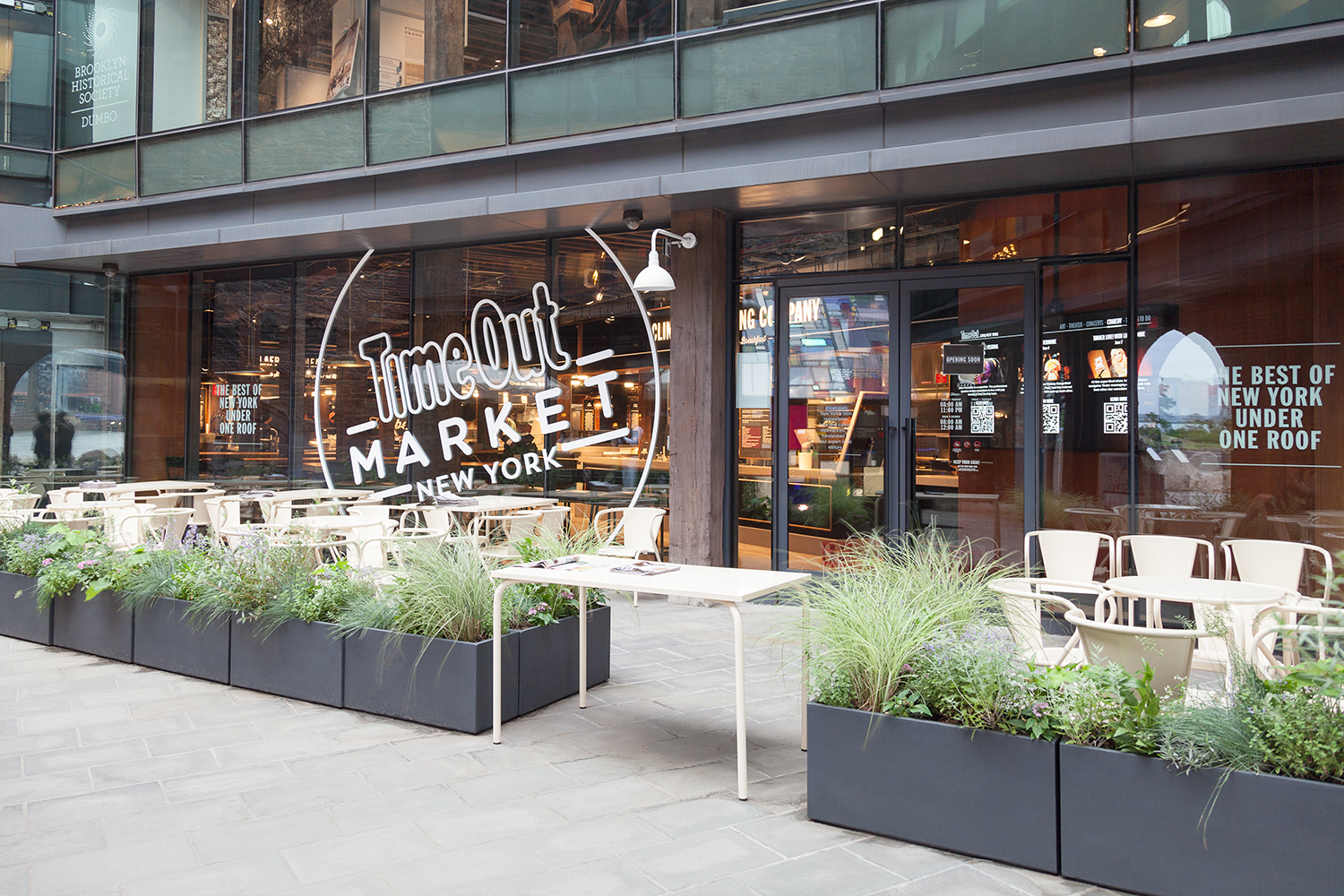
Marché Time Out New York, 2019

Midtown Equities avait initialement prévu d'ouvrir les Empire Stores en 2015. Le magasin phare de West Elm, ouvert en août 2016, a été le premier locataire à ouvrir dans Empire Stores et a été pendant un an le seul locataire du complexe commercial,. Il a été rejoint par l'espace d'exposition BHS Dumbo en mai 2017. Lors de l'ouverture d'autres magasins, l'emplacement au bord de l'eau d'Empire Stores est rapidement devenu un endroit populaire pour les selfies, en particulier ceux avec le pont de Brooklyn en arrière-plan.

### Marché Time Out à New York
Début 2018, il a été annoncé que Time Out Market New York ouvrirait une halle alimentaire dans Empire Stores avec 20 restaurants et trois bars,,. Le marché a ouvert ses portes en mai 2019,.